# Пианко
Пианко (порт. Piancó)  —  муниципалитет в Бразилии, входит в штат Параиба. Составная часть мезорегиона Сертан штата Параиба. Входит в экономико-статистический  микрорегион Пианко. Население составляет 14 068 человек на 2006 год. Занимает площадь 564,730 км². Плотность населения — 24,9 чел./км².
Праздник города — 8 ноября.

## Статистика
- Валовой внутренний продукт на 2003 год составляет 33 452 013,00 реалов (данные: Бразильский институт географии и статистики).
- Валовой внутренний продукт на душу населения на 2003 год составляет 2317,10 реалов (данные: Бразильский институт географии и статистики).
- Индекс развития человеческого потенциала на 2000 год составляет 0,634 (данные: Программа развития ООН).

## География
Климат местности: полупустыня.